# بانک سامان
بانک سامان شرکت خدمات مالی و بانکداری ایرانی است، که در زمینه ارائه خدمات بانکداری اختصاصی، بانکداری شرکتی، کارت اعتباری، مدیریت سرمایه‌گذاری و خدمات بیمه فعالیت می‌کند.

## تاریخچه
مؤسسه مالی و اعتباری سامان اقتصاد با سرمایه اولیه ۲۰ میلیارد تومان (۲۰۰ میلیارد ریال) شروع به کار کرد و در مرداد ماه سال ۱۳۸۱ خورشیدی با اخذ مجوز از بانک مرکزی با نام تجاری بانک سامان فعالیت خود را شروع‌کرد. بانک سامان در حال حاضر دارای ۱۴۶ شعبه (۸۴ شعبه در تهران و ۶۲ شعبه در شهرستان‌ها) است. شهرت سامان به واسطه ارائه خدمات متنوع بانکداری الکترونیکی می‌باشد و این بانک اولین دارنده اینترنت بانک در ایران است.

### تحریم
۸ اکتبر ۲۰۲۰ وزارت خزانه‌داری آمریکا، بانک سامان را به همراه ۱۷ بانک دیگر در ایران را تحریم کرد و در لیست سیاه خود قرارداد.

## خدمات الکترونیک بانکی
بانک سامان به ارائه خدمات متنوع بانکداری الکترونیکی شامل موارد زیر می‌پردازد:
- خدمات خودپرداز
- پایانه فروشگاهی POS
- درگاه پرداخت شخصی
- درگاه پرداخت اینترنتی
- نت‌بانک سامان
- سفارش کارت هدیه از طریق (موبایلت)
- معاملات آنلاین سهام (بانکسا)
- شارژ خودکار سیم‌کارت‌های اعتباری
- پیام کوتاه بانکی
- سامانه پایاپای الکترونیکی (پایا)
- انواع کارت‌های اعتباری و هدیه

## بلو
بلو، به عنوان اولین نئوبانک ایرانی از سال ۱۳۹۸ به عنوان یکی از استارت‌آپ‌های فعال در حوزه «نئوبانک» ایران، فعالیت خود را آغاز کرد. به تازگی تعداد کاربران اپلیکیشن بلوبانک از مرز ۱۰ میلیون نفر عبور کرد و تاکنون آمار بیش از ۲۲ میلیون تراکنش در این نئوبانک ایرانی به ثبت رسیده است.

## دستاوردها
برخی از دستاوردهای کسب‌شده بانک سامان به شرح زیر است:
- تثبیت رتبه اعتباری B بانک سامان توسط مؤسسه رتبه‌سنجی کپیتال اینتلیجنس (Capital intelligence)[نیازمند منبع]
- دریافت تندیس طلایی سه ستاره مشتری‌مداری در سومین اجلاس سراسری یک‌صد واحد مشتری‌مدار. [نیازمند منبع]
- کسب جایگاه چهل و نهمین شرکت برتر ایران بر اساس آخرین رتبه‌بندی صورت‌گرفته توسط سازمان مدیریت صنعتی. [نیازمند منبع]
- دریافت تندیس طلایی رضایت‌مندی مشتریان در دوازدهمین همایش سراسری رضایت‌مندی مشتری. [نیازمند منبع]
- دریافت تندیس طلایی توسط بانک سامان در سومین دوره جایزه ملی حسابرسی داخلی ایران. [نیازمند منبع]
- دریافت چهار استاندارد ایزو ISO9001-2015 با موضوع سیستم مدیریت کیفیت در حوزه سرمایه انسانی و مدیریت پشتیبانی، ISO10004-2018 سنجش میزان رضایتمندی مشتریان و ISO10002-2018 رسیدگی به شکایات مشتریان. [نیازمند منبع]
- دریافت نشان زرین مدیریت بانکداری در دومین اجلاس متخصصان باینکس ۱۳۹۴[۷]
- کسب مجدد رتبه اعتباری B در اعتبارسنجی انجام شده توسط مؤسسه Capital Intelligence در سال ۱۳۹۴[۸]
- کسب رتبه اعتباری B در اعتبارسنجی انجام شده توسط مؤسسه Capital Intelligence در سال ۱۳۹۳[۸]
- کسب نشان برند محبوب مشتریان در صنعت بانکداری(PCB) در سال ۱۳۹۲[۹]
- تقدیر بانک مرکزی جمهوری اسلامی ایران از نقش مؤثر در مرکز مبادلات ارزی در سال ۱۳۹۱[۱۰]
- بانک برگزیده در هفتمین جشنواره ملی انتشارات روابط عمومی در سال ۱۳۹۱[۱۱]
- انتخاب بانک پیشرو و کسب رتبه ۲۹ در پانزدهمین دورهٔ طرح رتبه‌بندی IMI-100 از سوی سازمان مدیریت صنعتی ایران در سال ۱۳۹۱[۱۲]
- کسب رتبه ۳۶ در چهاردهمین دورهٔ طرح رتبه‌بندی IMI-100 از سوی سازمان مدیریت صنعتی ایران در سال ۱۳۹۰[۱۳]
- دریافت نشان «سرو زربین» برای کمپین «آب هست، ولی کم است!» در دوسالانه گرافیک «سرو نقره‌ای»[۱۴]
- برند بانک سامان در سال ۱۳۹۲ در دهمین جشنواره ملی قهرمانان صنعت ایران به عنوان یکی از ۱۰۰ برند برتر ایران شناخته‌شد.[۱۵]

## مسئولیت‌های اجتماعی
مؤسسه خیریه «زنجیره امید»، به‌عنوان شاخه ایرانی مؤسسه زنجیره امید فرانسه (La Chaine de l’Espoir)، در سال ۱۳۸۶ تأسیس شد. رسالت این بنیاد بین‌المللی، تأمین بهترین مراقبت‌های پزشکی برای کودکان مستمند در کشورهای درحال‌توسعه، بدون توجه به ملیت، مذهب و نژاد آن‌ها است. بانک سامان در طی همکاری‌هایی که از سال‌های ۱۳۸۸ با مؤسسه خیریه زنجیره امید داشته است به روند همکاری خود تاکنون ادامه داده است.
۱۴۰۱: همانند سال‌های پیشین و طبق تفاهم‌نامه‌ای که فی‌مابین بانک و خیریه منعقد شد، مقرر شد مبلغی بابت تأمین هزینه درمان ۳۰ کودک یک سال الی ۱۲ سال مبتلابه بیماری قلبی به‌حساب خیریه واریز شود.
۱۴۰۰: همانند سال‌های پیشین و طبق تفاهم‌نامه‌ای که فی‌مابین بانک و خیریه منعقد شد، مبلغی بابت تأمین هزینه درمان ۳۰ کودک یک سال الی ۱۲ سال مبتلابه بیماری قلبی در تاریخ ۲۹/۰۴/۱۴۰۰ به‌حساب خیریه واریز شد. از فعالیت‌های اجتماعی این بانک می‌توان به حمایت مالی از فدراسیون والیبال در بخش‌هایی مانند حضور در مسابقه‌های لیگ جهانی، آسیایی و… در سال ۱۳۹۲ اشاره کرد.
این بانک در سال ۱۳۹۲ به سرمایه‌گذاری و حمایت از اجرای سوئیت سمفونی خلیج فارس با رهبری شهرداد روحانی پرداخت.
برخی دیگر از فعالیت‌های بانک سامان در حوزهٔ مسئولیت اجتماعی:
- کمک به مردم آسیب‌دیدهٔ زلزلهٔ ورزقان با اختصاص بودجه‌ای جهت ساخت یک مدرسه و یک درمانگاه[۱۸]
- حمایت از اولین دوره جشنوارهٔ داستان کوتاه فهرست در پاییز ۱۳۹۱ در تهران[۱۹]
- حمایت مالی از چهارمین دوسالانهٔ نقاشی دامون‌فر در مهرماه ۱۳۹۱[۲۰]
- حمایت از ویدئو-پرفورمنس "نزدیک‌تر بیا… نزدیک‌تر… نزدیک‌تر از این؟"[۲۱]
- برگزاری نمایشگاه نقاشی، خطاطی و عکاسی هنرمندان معاصر ایران «گنجینه سامان» در زمستان ۱۳۹۲[۲۲]
- اجرایی کردن کمپین صرفه‌جویی در مصرف آب به‌نام «آب هست ولی کم است» در سال ۱۳۹۴[۲۳]

## شرکت‌های زیرمجموعه گروه مالی سامان
شرکت‌های زیرمجموعه گروه مالی سامان به‌شرح زیر است:
- پرداخت الکترونیک سامان
- ارتباطات ماهواره‌ای سامان
- صرافی سامان
- بیمه سامان
- کارگزاری بانک سامان
- اعتبارسنجی حافظ سامان ایرانیان
- پردازشگران سامان
- آفتاب تجارت سامان
- تأمین سرمایه کاردان
- کیش سل پارس (سامانتل)
- توسعه و تجارت الکترونیک آدونیس
- هلدینگ توسعه و عمران بهنادبنا

شرکت پرداخت الکترونیک سامان اولین شرکت ارئه‌دهنده خدمات پرداخت اینترنتی در نظام بانکی ایران می‌باشد؛ هدف این شرکت ارائه خدمات الکترونیکی مبنی بر پایانه‌های فروش فروشگاهی POS و درگاه‌های اینترنتی می‌باشد.

## حامی و اسپانسر تیم ملی
بانک سامان از سال ۱۳۹۲ به عنوان حامی فدراسیون والیبال ایران و تیم‌های ملی والیبال ایران انتخاب شد و تا سال ۱۳۹۵ نیز حامی مالی فدراسیون و تیم‌های ملی مردان و زنان ایران در تمامی رده‌های سنی در تمام مسابقات داخلی و بین‌المللی بود.